# Amma Darko

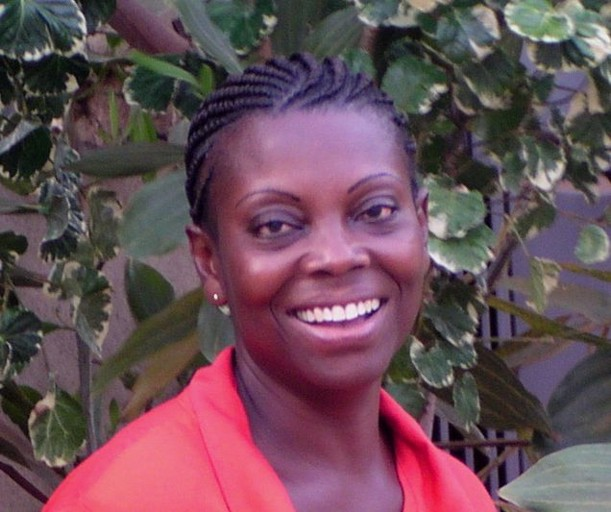
Amma Darko (2004)

Ophelia Amma Darko (* 26. Juni 1956 in Tamale) ist eine ghanaische Schriftstellerin.

## Leben
Darko wurde im Zentralghanaischen Tamale geboren und wuchs in der Hauptstadt Accra auf. Sie studierte Soziologie an der Kwame Nkrumah University of Science and Technology von Kumasi und schloss 1980 das Studium mit Diplom ab. Danach arbeitete sie im Technologie-Beratungszentrum der Universität. 1981 beantragte sie in Deutschland politisches Asyl. In Hildesheim verdiente sie sich ihr Geld als Hilfsarbeiterin. Diese Erfahrungen flossen in ihren ersten Roman ein. 1988 konnte sie nach Ghana zurückkehren. Sie war unter anderem Stipendiatin des britischen Cambridge Seminar und der University of Iowa. 1999 erhielt Darko ein sechsmonatiges Stipendium des Landes Baden-Württemberg in der Akademie Schloss Solitude. Im selben Jahr wurde sie für ihr Gesamtwerk mit dem Literaturpreis Ghana Book Council Development Award ausgezeichnet. Darko lebt mit ihrem Mann und drei Kindern in Ghanas Hauptstadt Accra und arbeitet neben ihrer schriftstellerischen Tätigkeit als Steuerinspektorin in der Steuerverwaltung in Legon. Sie ist aktiv in der Ghana Association of Writers (GAW) und widmet sich unter anderem der Förderung von jungen literarischen Talenten.
Darkos Romane geben einen fundierten Einblick in das ghanaische Alltagsleben. „Aufklärerisch, doch nicht belehrend, anrührend, doch nicht wehleidig, übt die Autorin an den Realitäten ihres Landes mit fulminantem Spott Kritik“. Ihr erster Roman, Der verkaufte Traum, spielt in Deutschland. Er ist 1991 in Deutschland verlegt worden. Erst 1995 erschien die englischsprachige Originalfassung. Ihr Roman Die Gesichtslosen (2003) ist der erste, der auch in Ghana veröffentlicht wurde.

## Werk
- Der verkaufte Traum (Beyond The Horizon, 1995). Roman, Aus dem Engl. übertr. von Carmen Baerens. Schmetterling-Verlag, Stuttgart 1991, ISBN 3-89657-140-0. Thematisiert wird das Schicksal einer Ghanaerin, die ihrem Mann nach Deutschland folgt und von ihm in die Prostitution getrieben wird.[4]
- Spinnweben. Roman, aus dem Engl. übertr. von Anita Djafari. Schmetterling-Verlag, Stuttgart 1996, ISBN 3-926369-17-5 (Textauszüge erschienen auch in der Kurzgeschichtensammlung Russians Under Accra afrikanischer Autorinnen.) Das Buch handelt von den Schwierigkeiten der persönlichen Selbstfindung einer jungen Ghanaerin.
- Das Hausmädchen / Im Überfluss (The Housemaid). Zwei Kurzgeschichten, aus dem Engl. übertr. von Anita Jörges-Djafari. Schmetterling-Verlag, Stuttgart 1999, ISBN 3-89657-121-4.
- Verirrtes Herz. Roman, aus dem Engl. übertr. von Anita Jörges-Djafari. Schmetterling-Verlag, Stuttgart 2000, ISBN 3-89657-119-2. Das Buch kritisiert die nationale Bildungsmisere und die Ungleichbehandlung von Mädchen in Ghana.[4]
- Die Gesichtslosen (Faceless). Roman, aus dem Engl. übertr. von Anita Jörges-Djafari. Schmetterling-Verlag, Stuttgart 2003, ISBN 3-89657-126-5.
- Das Lächeln der Nemesis (Not Without Flowers). Roman, aus dem afrikan. Engl. übertr. von Kirsten Esser. Schmetterling-Verlag, Stuttgart 2006, ISBN 3-89657-130-3. In dem Buch begegnet der Leser einigen Personen und Institutionen aus dem vorhergehenden Roman wieder. Eine der zentralen Figuren, Aggie, arbeitet in dem gemeinnützigen Verein MUTE, dessen Ziel die Erstellung eines Kultur-Archivs und einer alternativen Bibliothek ist. Aggies Mutter hat eine psychische Störung und sie gelangt in ein Gebets-Camp, in dem es ihr sehr schlecht ergeht. Idan, Aggies Mann, beginnt eine Affäre mit der sehr jungen Randa.
- Between Two Worlds. Roman, Sub-Saharan Publishers, Accra 2015, ISBN 978-9988-647-93-3. Das Buch erschien im Jahr 2015 in englischer Sprache und ist bisher noch nicht übersetzt. In dem Roman treffen zwei Welten aufeinander: Ein Ghanaer und eine Deutsche verlieben sich ineinander im Deutschland der 1960er Jahre. Viele Jahre später werden die erwachsenen Zwillingstöchter des Paares mit Informationen über das Scheitern der Ehe ihrer Eltern konfrontiert. Der Leser erlebt die Situation aus verschiedenen Blickwinkeln. Er erfährt, wie der Mann in der britischen Kolonie Goldküste und die Frau im Nachkriegsdeutschland aufgewachsen ist. Der Roman hat auch eine spirituelle Dimension. Dabei spielt das Zwillingsthema eine wichtige Rolle sowie die traditionelle Religion der Akan in Ghana mit Fetisch- und Clanpriestern, Trankopfern und Trommeln. Wie in allen Romanen Amma Darkos scheint auch hier durch das ernste Thema immer wieder ihr Humor durch. Schauplätze sind Deutschland und die Kolonie Goldküste / Ghana.
- Das Halsband der Geschichten (The Necklace of Tale). Buch für junge Leser, elbaol verlag hamburg, Meldorf 2019, ISBN 978-3-939771-74-6. Das Buch aus dem Jahr 2019 ist das erste Kinder-/Jugendbuch der Schriftstellerin. Es verknüpft die Sagenwelt der traditionellen Ananse-Geschichte mit den Erlebnissen des Waisenmädchens Obiba im heutigen Accra. Obiba gelangt in den Besitz eines Halsbands, in das die alten Überlieferungen auf wundersame Weise eingeschlossen sind. Hauptperson dieser Geschichten ist der listenreiche Kweku Ananse, ein Spinnenmann. Die Ananse- oder Anansi-Sagen gehören zum Traditionsschatz des Volkes des Akan in Westghana. Im Zuge des transkontinentalen Sklavenhandels sind sie in die Karibik und in andere Länder gelangt. Das Buch ist das erste einer Serie.